# Klif Jastrzębia Góra
Klif Jastrzębia Góra, nazývaný také Klif Jastrzębski nebo Jastrzębski Klif a česky Útes Jestřabí hora, je útes nacházející se ve vesnici Jastrzębia Góra na Kašubském pobřeží Baltského moře v gmině Władysławowo v okrese Puck v Pomořském vojvodství v severním Polsku.

## Další informace
Klif Jastrzębia Góra patří mezi největší turistická lákadla přímořského letoviska Jastrzębia Góra. Je to v podstatě pás písečného klifového pobřeží, které na některých místech dosahuje výšky až 33 m n. m. V letech 1938-1939 zde byla postavena výtahová věž Światowid, která měla mít výtah až na blízkou pláž, avšak v důsledku vypuknutí druhé světové války k tomu nedošlo. V roce 1966 byl výtah postaven, avšak po 5 letech provozu, kdy ročně přepravil cca 60 tisíc lidí, byl jeho provoz zastaven. Důvodem zastavení provozu byla destruktivní činnost moře, které podemílá útes. Nakonec se výtahová věž v noci z 6. na 7. ledna 1982 zhroutila z útesu. V současnosti jsou paty útesů zpevněny kameny za účelem jejich ochrany. Místo nabízí výhledy na moře. Pláže jsou dostupne nejčastěji po schodech.
Klif Jastrzębia Góra je součástí pásma ochrany Natura 2000 Kaszubskie Klify.

## Galerie

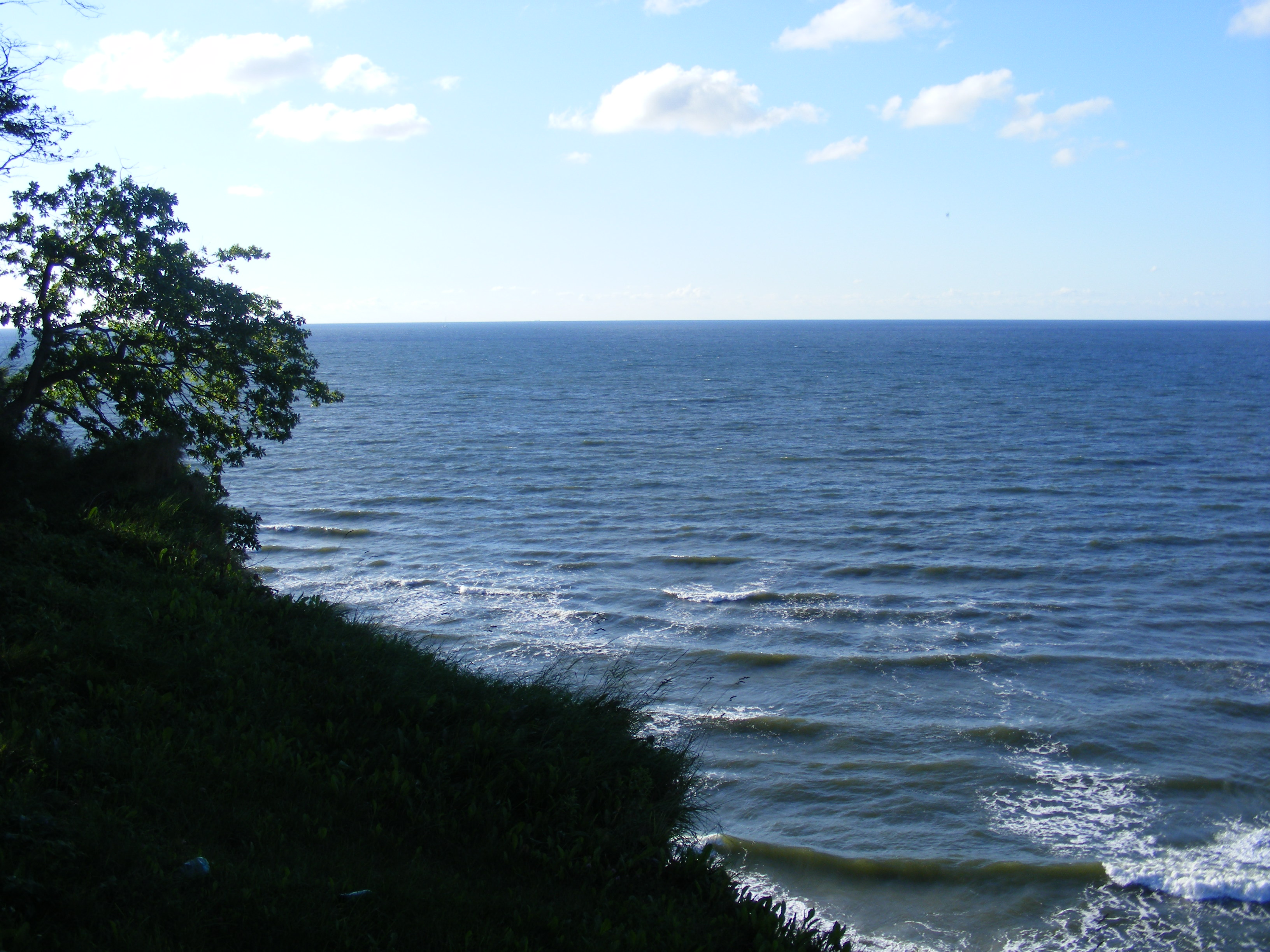
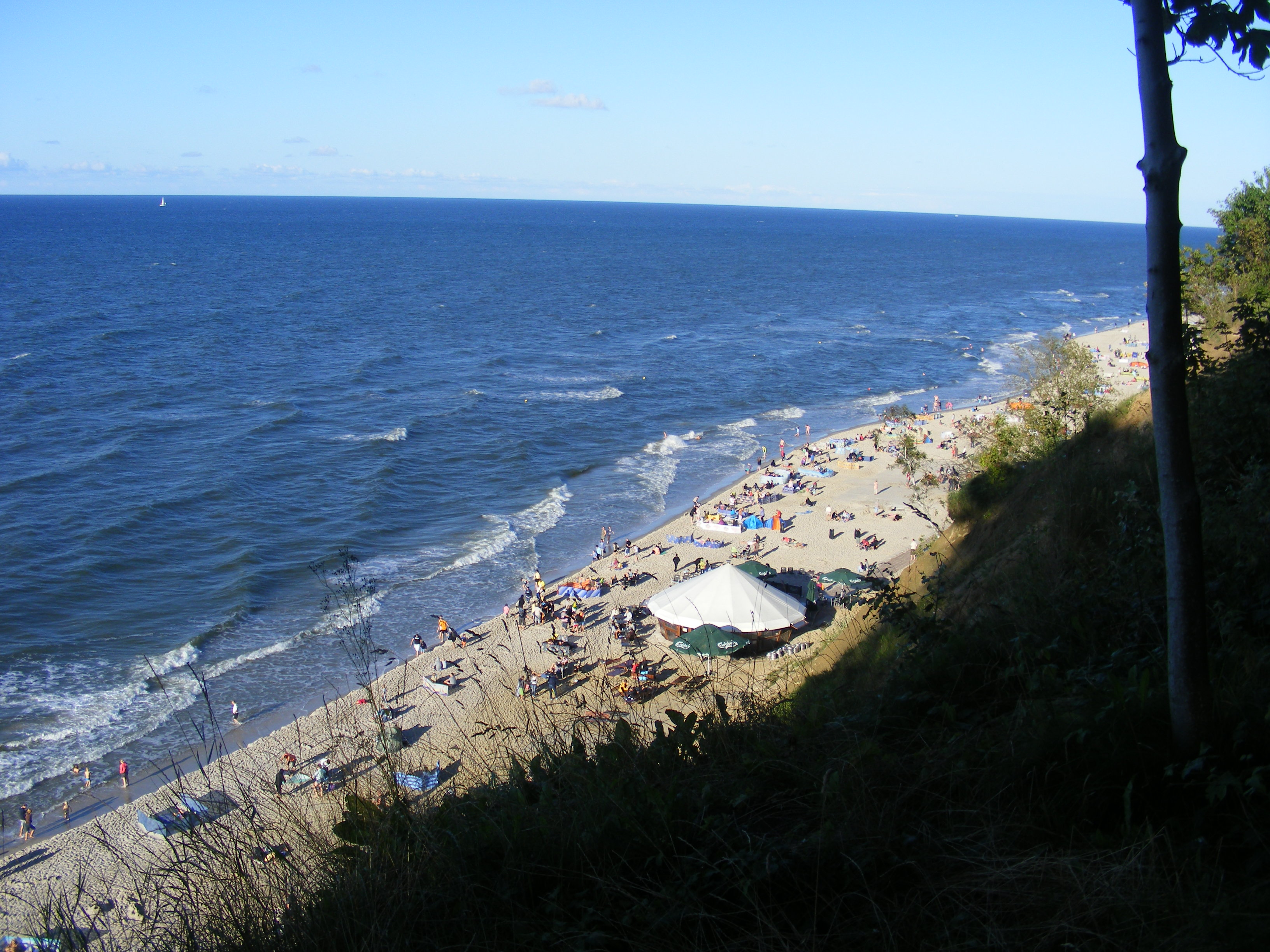
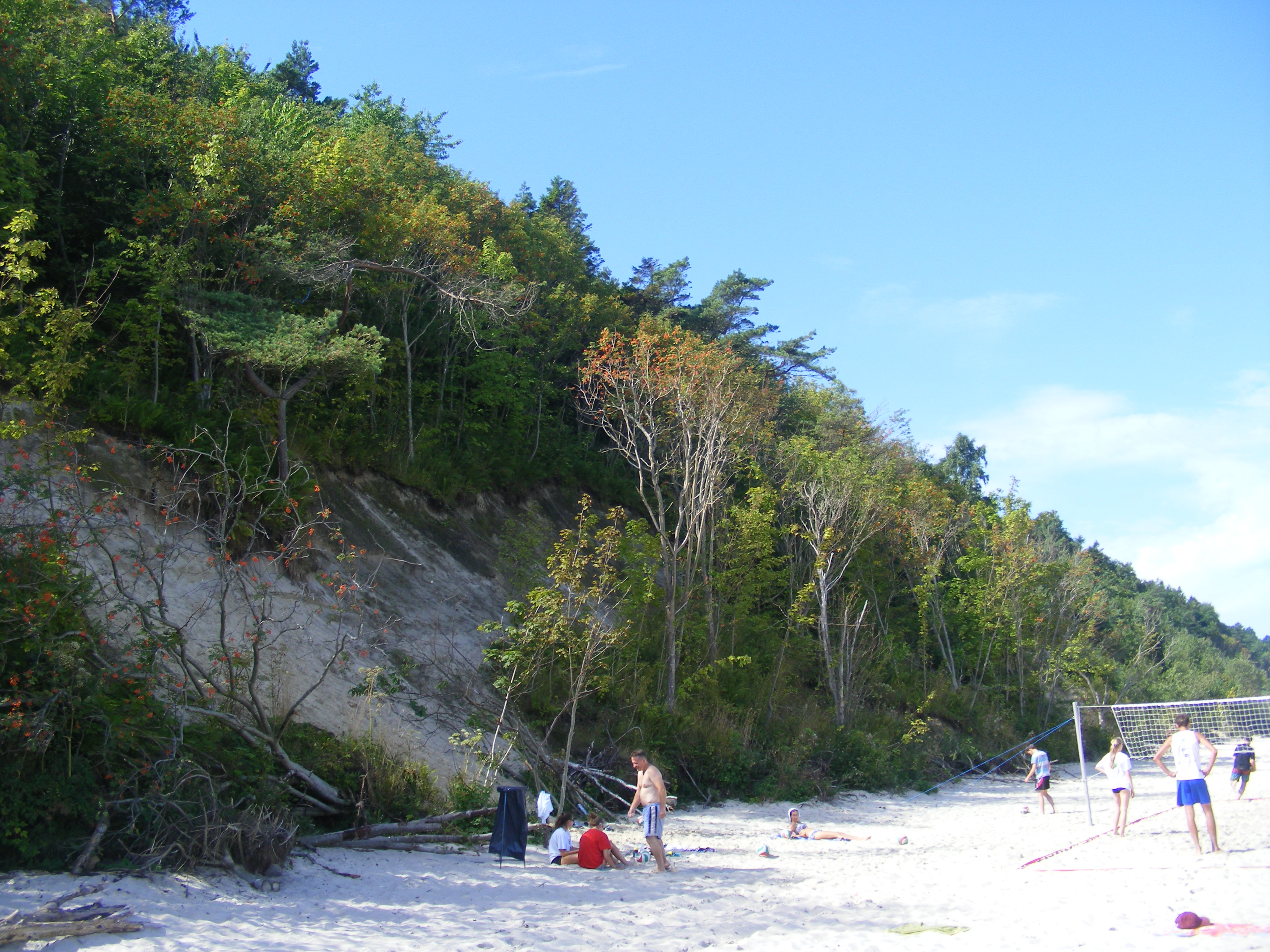
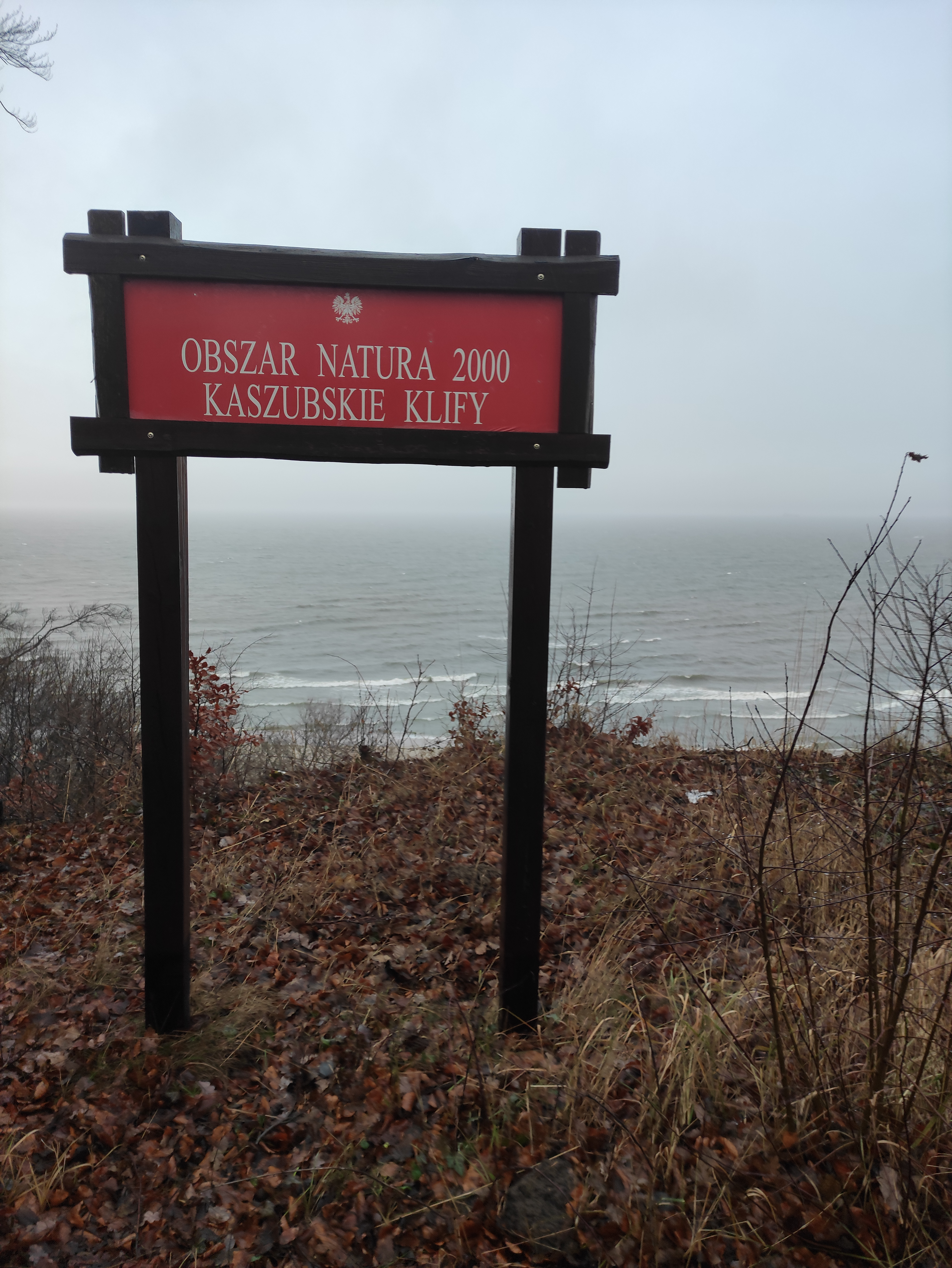